# Sint-Lievenscollege (Gent)
Het Sint-Lievenscollege is een katholieke scholengroep in Gent, bestaande uit basisscholen, een humaniora, een handelsschool en een internaat. Het Sint-Lievenscollege is gelegen in de buurt van de samenvloeiing tussen de Leie en de Schelde.

## Geschiedenis van de humaniora
Op 2 oktober 1865 werd voor het eerst onderwezen op het Institut Saint-Liévin. Op initiatief van het bisdom Gent werd deze nieuwe school opgericht om jongens uit de middenstand katholiek onderwijs te verstrekken. Mgr. H. Bracq plaatste de school onder de bescherming van de patroon van Gent: Sint-Lieven. Op de eerste schooldag telde men 24 leerlingen.
Tot 1881 werd er lesgegeven in het geboortehuis van Philippe Piers de Raveschoot (burgemeester van Gent 1819-25 en 1865-81) in de Koningstraat. Vanaf 1881 verhuisde de school naar de huidige locatie aan de Zilverenberg, vlak bij de vroegere samenvloeiing van de Leie en de Schelde. De koopman Du Buisson had daar tijdens de 18de eeuw een ruime woning in Lodewijk XV-stijl laten optrekken (dat sedert 1990 als monument is beschermd). De tuin liep tot aan de Leie. Deze woning werd later bewoond door senator Jan Vergauwen, een van de leden van het Nationaal Congres die de grondwet opstelde.
Het aantal leerlingen groeide en op het einde van de 19de eeuw kreeg de school haar uitzicht dat ze tot 1950-1960 behield. Dit gebeurde onder impuls van superior E.H. Gabriël Van den Gheyn. 
In 1928 werd vanuit het college weer aangesloten bij de oude koorknapentraditie van de Schola Cantorum van de Sint-Baafskathedraal. 
Tijdens het interbellum vond de vervlaamsing van de school plaats (vanaf het schooljaar 1936-37). Deze periode werd gekenmerkt door de verdere uitbouw van een brouwerijschool. Dit brouwerijhoofdstuk werd in 1946 voor het college afgesloten met de afsplitsing en verzelfstandiging van die afdeling tot “Het  hoger technisch instituut Sint-Lieven”.
Vanaf 1946 kende het college een explosieve uitbreiding met de onderwijsdemocratisering. Het onderwijsaanbod werd, naast Grieks-Latijn, verruimd met Latijn-Wiskunde, Latijn-Wetenschappen en Wetenschappelijke A en B. Deze uitbreiding ging gepaard met verbouwingen tijdens de periode 1963-1967 die het huidige uitzicht ook grotendeels bepaalden. De superiors E.H. Paul Schaillée en E.H. Albert De Schepper zorgden voor de nieuwbouw, met onder meer de kapel ontworpen door architect Marc Dessauvage. Op de grens van Destelbergen en Sint-Amandsberg worden de sportterreinen van het Westveld aangekocht: het Nachtegaalstadion. De school had tevens een afdeling in Sint-Amandsberg, die in 1965 verzelfstandigde tot het Sint-Jan-Berchmanscollege.
Een nieuwe reeks bouwwerken leverde in mei 1999 een nieuwe sportzaal op, onder superior E.H.J. Van Malderen. 
Met ingang van het schooljaar 2003-2004 wordt de school uitsluitend door leken bestuurd.
Het college heeft een eigen KSA- en Scouts-groepering.

## Andere scholen
In 1955-56 werd het Sint-Jorisinstituut, dat een lagere school, een moderne humaniora en middelbare handelsschool omvat, in het Sint-Lievenscollege geïntegreerd. De humaniora werd geïntegreerd in het Sint-Lievenscollege, terwijl het Sint-Jorisinstituut de eigen lagere afdeling (die later verhuisde naar de Goudstraat, waarna zij fuseerde met de lagere afdeling in de Keizer Karelstraat) en handelsafdeling behield. De lagere afdeling van het Sint-Lievenscollege verhuisde naar de Keizer Karelstraat, waar zij tot op vandaag is gevestigd. 
In 1963 komen er nog lagere afdelingen in de Eeklostraat in Mariakerke-Kolegem en in Sint-Amandsberg (H. Hart). Die laatste wordt samen met de middelbare afdeling in de Heiveldstraat in 1965 verzelfstandigd tot het Sint-Jan-Berchmanscollege.
In 1968 wordt het college verrijkt met een lagere afdeling in de Sint-Pieters-Aalststraat (Sint-Pietersbuiten), tot dan een school van de Broeders van Liefde.

## Bekende leerlingen
- Dirk Blanchart, zanger
- Siegfried Bracke, politicus
- Walter Capiau, radio- en televisiepresentator
- Sam De Graeve, redacteur
- Louis De Lentdecker, journalist
- Jo De Meyere, acteur
- Bob De Moor (acteur), acteur
- Petra De Sutter, politica
- Luc De Vos, zanger
- Ivan De Witte, gewezen voorzitter AA Gent en Pro-League
- Bavo Dhooge, auteur
- René Jacobs, tenor en dirigent
- Théo Lefèvre, gewezen eerste minister
- Piet Piryns, journalist
- Alain Platel, choreograaf
- Marc Platel, journalist
- Paul Robbrecht, architect
- Jean-Pierre Rondas, radioproducer
- Jan Smets, gewezen gouverneur Nationale Bank
- Wietse Tanghe, acteur
- Jotie T'Hooft, dichter
- Reimond Tollenaere, politicus
- Luc Van den Bossche, gewezen minister
- Jef van den Eynde, Vlaams studentenleider
- Zeger Vandersteene, tenor
- Tony Van Parys, gewezen minister
- Leonce-Albert Van Peteghem, gewezen bisschop van Gent
- Zeger Vandersteene, tenor
- Bert Verbeke, acteur
- Karel Verhoeven, journalist
- Jef Vermassen, advocaat
- Jef Wauters, kunstenaar
- Patrick De Witte, o.a. televisiemaker
- Arne Goeteyn, head of development
- Sam Baro, voorzitter AA Gent
- Christophe Busch, criminoloog en historicus, medestichter van het Hannah Arendt  Instituut